# Trioza
Trioza (od st.grč. τρία i lat. tri: tri + lat. -osus: šećer) je vrsta jednostavnih šećera. U molekuli sadrži tri atoma ugljika. Tri su moguće vrste trioze: L-gliceraldehid i D-gliceraldehid, koji su oboje aldotrioze zbog karbonilne skupine na kraju lanca, te dihidroksiaceton, koji je ketotrioza zbog karbonilne skupine u sredini lanca.
Važne su u staničnom disanju. Tijekom glikolize, fruktoza-1,6-difosfat raspada se na gliceraldehid-3-fosfat i dihidroksiaceton fosfat. Mliječna kiselina i pirogrožđana kiselina poslije nastaju iz tih molekula.